# Елески дупки
Елеските или Елешките дупки, наричани още и Понорье са две понорни пещери (губилища) в южната част на Елеската котловина, които поемат водите на реките Пещерник (или Цървеница), Долнобродска и Зърневска в Драмско, Гърция. Разположени са на югозапад от село Елес (Охиро), в северното подножие на планината Щудер.. Реките минават подземно под билото на планината и изтичат от южната страна на Щудер в Драмското поле от пещера, която носи името Маара или членувано Маарата (от турското mağara, пещера). Тя се намира край село Нови Калапот (Ангитис) и от нея излиза река Панега, десен приток на Драматица. В Гърция Панега е смятана за основната река и носи името Ангитис (Αγγίτης), каквото е и името на Драматица и на пещерата.
На 2 юни 1891 година Васил Кънчов посещава природния феномен и го описва така:
| „ | Водата беше доста голяма. Тя стърмно скача към подземното отверстие. Коритото е доста дълбоко. Грамадни варовити камъни стоят натъркаляни из речището. Една отвесна скала, до 50 м висока и толкова широка, стои, като с нож отсечена, право над устието. На долния ѝ край е устието на една триъгълна пукнатина около 5 м висока. Тя зее почти отвесно. Водата се фърга в нея от два м височина с грозен шум. Долната част на дупката е покрита с разпенена вода, която ту се събира повече, ту изчезва в дълбочините. Дъното не може да се види. Разказват, че когато водата пресъхне, може да се влиза на дълбочина до 50 м под канарата и после не може да се върви вече, понеже леглото на водата се стеснява и разклонява. Когато дойде много вода, дупката не може да я погълне всичката, и тогава се обръща голяма част от полето на езеро. Само тук не се губи водата. Има още едно отвърстие, малко по на с. от първото. Там се крие малка част от реката. Дупката е много тясна. | “ |